# Trupanea superdecora
Trupanea superdecora
 es una especie de insecto díptero que Mario Bezzi describió científicamente por primera vez en el año 1924.
Esta especie pertenece al género Trupanea de la familia Tephritidae.